# Obereopsis minutissima
Obereopsis minutissima là một loài bọ cánh cứng trong họ Cerambycidae.